# بالونيس
بلدية بالونيس (بالإسبانية: Balones) هي بلدية تقع في مقاطعة أليكانتي التابعة لمنطقة بلنسية شرق إسبانيا.

## الديموغرافيا
بلغ عدد سكان بلدية بالونيس 162 نسمة عام 2011 (وفقاً للمعهد الوطني الإسباني للإحصاء).
| 176 | 181 | 180 | 169 | 163 | 163 | 162 |